# Nederland op het Europees kampioenschap voetbal 2000
Nederland was een van de deelnemende landen op het Europees kampioenschap voetbal 2000 in Nederland en België. Het was de zesde deelname voor het land. Als medeorganisator was het Nederlands elftal automatisch gekwalificeerd. Nederland strandde in de halve finale van het EK 2000: na een 0-0 gelijkspel in de officiële speeltijd en verlenging, werd men na strafschoppen (1-3) uitgeschakeld door Italië.

## Oefencampagne
Omdat Nederland functioneerde als gastland, en daarmee automatisch geplaatst was, hoefden zij geen kwalificatiewedstrijden te spelen. Ze speelden wel 17 oefenduels als voorbereiding op het Europees kampioenschap. In deze wedstrijden werd vier keer gewonnen, elf keer gelijkgespeeld en twee keer verloren. Nederland speelde onder andere driemaal tegen Brazilië, met twee gelijke spelen (beiden 2-2) en een 1-3 verlies. Bij de nederlaag tegen Brazilië werden vijf rode kaarten uitgedeeld. Verder speelde Nederland zowel uit (2-2) als thuis (5-5) tegen medeorganisator België, en tevens uit (1-1) en thuis (2-1) tegen buurland Duitsland.

### Oefenduels
|                 |                                    |       |      |                                                                                             |
| 10 oktober 1998 | Nederland                          | 2 – 0 | Peru | Philips Stadion, Eindhoven Toeschouwers: 10,000 Scheidsrechter: Fritz Stuchlik (Oostenrijk) |
| 10 oktober 1998 | Jaap Stam 57' Peter van Vossen 76' |       |      | Philips Stadion, Eindhoven Toeschouwers: 10,000 Scheidsrechter: Fritz Stuchlik (Oostenrijk) |

|                 |           |       |       |                                                                             |
| 13 oktober 1998 | Nederland | 0 – 0 | Ghana | GelreDome, Arnhem Toeschouwers: 14,500 Scheidsrechter: Eric Romain (België) |
| 13 oktober 1998 |           |       |       | GelreDome, Arnhem Toeschouwers: 14,500 Scheidsrechter: Eric Romain (België) |

|                  |                    |       |                      |                                                                                         |
| 18 november 1998 | Duitsland          | 1 – 1 | Nederland            | Park Stadion, Gelsenkirchen Toeschouwers: 45,000 Scheidsrechter: Ryszard Wójcik (Polen) |
| 18 november 1998 | Olaf Marschall 52' |       | 22' Michael Reiziger | Park Stadion, Gelsenkirchen Toeschouwers: 45,000 Scheidsrechter: Ryszard Wójcik (Polen) |

|                  |          |       |           |                                                                                          |
| 10 februari 1999 | Portugal | 0 – 0 | Nederland | Parc des Princes, Parijs Toeschouwers: 25,000 Scheidsrechter: Claude Colombo (Frankrijk) |
| 10 februari 1999 |          |       |           | Parc des Princes, Parijs Toeschouwers: 25,000 Scheidsrechter: Claude Colombo (Frankrijk) |

|               |                  |       |                       |                                                                                        |
| 31 maart 1999 | Nederland        | 1 – 1 | Argentinië            | Amsterdam ArenA, Amsterdam Toeschouwers: 49,500 Scheidsrechter: Graham Poll (Engeland) |
| 31 maart 1999 | Edgar Davids 10' |       | 83' Gabriel Batistuta | Amsterdam ArenA, Amsterdam Toeschouwers: 49,500 Scheidsrechter: Graham Poll (Engeland) |

|               |                          |       |                                           |                                                                               |
| 28 april 1999 | Nederland                | 1 – 2 | Marokko                                   | GelreDome, Arnhem Toeschouwers: 24,000 Scheidsrechter: Fernand Meese (België) |
| 28 april 1999 | Ruud van Nistelrooij 90' |       | 59' Youssef Chippo 69' Salaheddine Bassir | GelreDome, Arnhem Toeschouwers: 24,000 Scheidsrechter: Fernand Meese (België) |

|             |                                 |       |                                           | |
| 5 juni 1999 | Brazilië                        | 2 – 2 | Nederland                                 | Estadio Octavia Mangabeira, Salvador Toeschouwers: 35,000 Scheidsrechter: Epifanio González (Paraguay) |
| 5 juni 1999 | Márcio Amoroso 27' Giovanni 45' |       | 64' Patrick Kluivert 67' Peter van Vossen | Estadio Octavia Mangabeira, Salvador Toeschouwers: 35,000 Scheidsrechter: Epifanio González (Paraguay) |

|             |                                                          |       |                          | |
| 8 juni 1999 | Brazilië                                                 | 3 – 1 | Nederland                | Estadio Serra Dourada, Goiânia Toeschouwers: 25,000 Scheidsrechter: Valenzano Ubaldo Aquino (Paraguay) |
| 8 juni 1999 | Márcio Amoroso 22' Frank de Boer (e.d.) 39’ Leonardo 42' |       | 80' Pierre van Hooijdonk | Estadio Serra Dourada, Goiânia Toeschouwers: 25,000 Scheidsrechter: Valenzano Ubaldo Aquino (Paraguay) |

|                  |            |       |           |                                                                                |
| 18 augustus 1999 | Denemarken | 0 – 0 | Nederland | Parken, Kopenhagen Toeschouwers: 15,000 Scheidsrechter: Morgan Norman (Zweden) |
| 18 augustus 1999 |            |       |           | Parken, Kopenhagen Toeschouwers: 15,000 Scheidsrechter: Morgan Norman (Zweden) |

|                  |                                                                                                  |       |                                                                                      |                                                                                            |
| 4 september 1999 | Nederland                                                                                        | 5 – 5 | België                                                                               | Stadion Feijenoord, Rotterdam Toeschouwers: 25,000 Scheidsrechter: Urs Meier (Zwitserland) |
| 4 september 1999 | Edgar Davids 37' Edgar Davids 42' Patrick Kluivert 45' Patrick Kluivert 59' Patrick Kluivert 70' |       | 9' Branko Strupar 30' Branko Strupar 50' Bart Goor 52' Marc Wilmots 77' Émile Mpenza | Stadion Feijenoord, Rotterdam Toeschouwers: 25,000 Scheidsrechter: Urs Meier (Zwitserland) |

|                |                                          |       |                             |                                                                                         |
| 9 oktober 1999 | Nederland                                | 2 – 2 | Brazilië                    | Amsterdam ArenA, Amsterdam Toeschouwers: 51,000 Scheidsrechter: Markus Merk (Duitsland) |
| 9 oktober 1999 | Dennis Bergkamp 37' Boudewijn Zenden 43' |       | 55' Roberto Carlos 72' Cafú | Amsterdam ArenA, Amsterdam Toeschouwers: 51,000 Scheidsrechter: Markus Merk (Duitsland) |

|                  |               |       |                |                                                                                     |
| 13 november 1999 | Nederland     | 1 – 1 | Tsjechië       | Philips Stadion, Eindhoven Toeschouwers: 23,000 Scheidsrechter: Dani Koren (Israël) |
| 13 november 1999 | Jaap Stam 59' |       | 68' Jan Koller | Philips Stadion, Eindhoven Toeschouwers: 23,000 Scheidsrechter: Dani Koren (Israël) |

|                  |                                           |       |                     |                                                                                           |
| 23 februari 2000 | Nederland                                 | 2 – 1 | Duitsland           | Amsterdam ArenA, Amsterdam Toeschouwers: 50,000 Scheidsrechter: Domenico Messina (Italië) |
| 23 februari 2000 | Patrick Kluivert 15' Boudewijn Zenden 28' |       | 22' Christian Ziege | Amsterdam ArenA, Amsterdam Toeschouwers: 50,000 Scheidsrechter: Domenico Messina (Italië) |

|               |                                    |       |                                           |                                                                                                |
| 29 maart 2000 | België                             | 2 – 2 | Nederland                                 | Koning Boudewijnstadion, Brussel Toeschouwers: 50,000 Scheidsrechter: Stefano Braschi (Italië) |
| 29 maart 2000 | Gert Verheyen 14' Émile Mpenza 26' |       | 33' Patrick Kluivert 83' Patrick Kluivert | Koning Boudewijnstadion, Brussel Toeschouwers: 50,000 Scheidsrechter: Stefano Braschi (Italië) |

|               |           |       |           |                                                                                    |
| 26 april 2000 | Nederland | 0 – 0 | Schotland | GelreDome, Arnhem Toeschouwers: 28,000 Scheidsrechter: Hartmut Strampe (Duitsland) |
| 26 april 2000 |           |       |           | GelreDome, Arnhem Toeschouwers: 28,000 Scheidsrechter: Hartmut Strampe (Duitsland) |

|             |                                        |       |                     |                                                                                         |
| 27 mei 2000 | Nederland                              | 2 – 1 | Roemenië            | Amsterdam ArenA, Amsterdam Toeschouwers: 43,500 Scheidsrechter: Terje Hauge (Noorwegen) |
| 27 mei 2000 | Marc Overmars 43' Patrick Kluivert 68' |       | 70' Viorel Moldovan | Amsterdam ArenA, Amsterdam Toeschouwers: 43,500 Scheidsrechter: Terje Hauge (Noorwegen) |

|             |                                                             |       |                       | |
| 4 juni 2000 | Nederland                                                   | 3 – 1 | Polen                 | Stade Olympique de la Pontaise, Lausanne Toeschouwers: 2,000 Scheidsrechter: Dominique Tavel (Zwitserland) |
| 4 juni 2000 | Frank de Boer 29' Patrick Kluivert 56' Patrick Kluivert 61' |       | 38' Pawel Kryszalowic | Stade Olympique de la Pontaise, Lausanne Toeschouwers: 2,000 Scheidsrechter: Dominique Tavel (Zwitserland) |

### Gebruikte spelers
Bondscoach Frank Rijkaard gebruikte 36 verschillende spelers in de oefenduels voorafgaand aan het Europees Kampioenschap. Elf spelers debuteerden in de voorbereiding in het Nederlands elftal, dit waren Ruud van Nistelrooij, Bert Konterman, Marc van Hintum, Kees van Wonderen, Jeffrey Talan, André Ooijer, Paul Bosvelt, Dries Boussatta, Sander Westerveld, Martijn Reuser en Oscar Moens.
| Naam                     | Wedstrijden | Minuten | Gem. per wedstrijd | Doelpunten | Gem. per wedstrijd |   |   |
| ------------------------ | ----------- | ------- | ------------------ | ---------- | ------------------ | - | - |
| Patrick Kluivert         | 16          | 1200    | 75                 | 10         | 0.63               | 1 | 8 |
| Edwin van der Sar        | 15          | 1305    | 87                 | 0          | -                  | 0 | 1 |
| Frank de Boer            | 14          | 1260    | 90                 | 1          | 0.08               | 0 | 0 |
| Phillip Cocu             | 14          | 1200    | 86                 | 0          | -                  | 0 | 5 |
| Clarence Seedorf         | 14          | 892     | 64                 | 0          | -                  | 5 | 2 |
| Edgar Davids             | 12          | 1005    | 84                 | 3          | 0.25               | 1 | 3 |
| Jaap Stam                | 11          | 834     | 76                 | 2          | 0.18               | 0 | 4 |
| Boudewijn Zenden         | 11          | 772     | 70                 | 2          | 0.18               | 3 | 2 |
| Ronald de Boer           | 11          | 687     | 62                 | 1          | 0.09               | 2 | 7 |
| Peter van Vossen         | 11          | 379     | 34                 | 2          | 0.18               | 9 | 2 |
| Michael Reiziger         | 10          | 734     | 73                 | 1          | 0.10               | 1 | 3 |
| Dennis Bergkamp          | 10          | 716     | 72                 | 0          | -                  | 0 | 7 |
| Ruud van Nistelrooij     | 10          | 637     | 64                 | 1          | 0.10               | 4 | 1 |
| Giovanni van Bronckhorst | 9           | 646     | 72                 | 0          | -                  | 2 | 1 |
| Marc Overmars            | 9           | 629     | 70                 | 1          | 0.11               | 0 | 7 |
| Bert Konterman           | 9           | 601     | 67                 | 0          | -                  | 4 | 0 |
| Marc van Hintum          | 7           | 351     | 50                 | 0          | -                  | 4 | 0 |
| Aron Winter              | 5           | 296     | 59                 | 0          | -                  | 1 | 2 |
| Kees van Wonderen        | 5           | 285     | 57                 | 0          | -                  | 2 | 1 |
| Jeffrey Talan            | 5           | 252     | 50                 | 0          | -                  | 2 | 2 |
| Pierre van Hooijdonk     | 5           | 87      | 17                 | 1          | 0.20               | 5 | 0 |
| André Ooijer             | 4           | 305     | 76                 | 0          | -                  | 1 | 1 |
| Roy Makaay               | 4           | 179     | 45                 | 0          | -                  | 2 | 2 |
| Winston Bogarde          | 3           | 238     | 79                 | 0          | -                  | 0 | 1 |
| Paul Bosvelt             | 3           | 193     | 64                 | 0          | -                  | 1 | 0 |
| Jean-Paul van Gastel     | 3           | 180     | 60                 | 0          | -                  | 2 | 0 |
| Michael Mols             | 3           | 168     | 56                 | 0          | -                  | 2 | 0 |
| Dries Boussatta          | 3           | 168     | 56                 | 0          | -                  | 1 | 2 |
| Jimmy Floyd Hasselbaink  | 3           | 160     | 53                 | 0          | -                  | 1 | 2 |
| Arthur Numan             | 3           | 115     | 38                 | 0          | -                  | 2 | 0 |
| Sander Westerveld        | 2           | 180     | 90                 | 0          | -                  | 0 | 0 |
| Wim Jonk                 | 1           | 90      | 90                 | 0          | -                  | 0 | 0 |
| Martijn Reuser           | 1           | 45      | 45                 | 0          | -                  | 1 | 0 |
| Oscar Moens              | 1           | 45      | 45                 | 0          | -                  | 1 | 0 |
| Youri Mulder             | 1           | 11      | 11                 | 0          | -                  | 1 | 0 |

## Het Europees kampioenschap

### Groepsfase
Nederland werd bij de loting op 12 december 1999 ingedeeld in groep D, samen met Frankrijk, Tsjechië en Denemarken. Frankrijk was de regerend wereldkampioen na de toernooizege van 1998 in eigen land, en werd groepswinnaar in kwalificatiegroep 4. Tsjechië plaatste zich als enige land met het maximale aantal punten; in kwalificatiegroep 9 behaalde de Tsjechen 30 punten uit tien wedstrijden. Denemarken werd tweede achter Italië in kwalificatiegroep 1 en plaatste zich via twee barragewedstrijden tegen Israël. Ieder land in groep D was een gewezen Europees kampioen.
In de eerste groepswedstrijd moest Nederland het opnemen tegen Tsjechië. Bondscoach Frank Rijkaard koos in tegenstelling tot de EK-voorbereiding niet voor een 4-4-2-opstelling, maar opteerde voor een kerstboomformatie (4-3-2-1). Met deze formatie, die ooit door Co Adriaanse bij FC Den Haag werd gelanceerd, had Nederland ook al in de eerste helft van het oefenduel tegen Polen geëxperimenteerd. In de 4-3-2-1-opstelling speelden Dennis Bergkamp (rechts) en Boudewijn Zenden (links) in steun van diepe spits Patrick Kluivert. Op het middenveld koos Rijkaard voor Phillip Cocu als controleur en ex-Ajacieden Clarence Seedorf en Edgar Davids als respectievelijk rechts- en linkshalf. In de verdediging verraste de bondscoach met de selectie van Giovanni van Bronckhorst. De linksachter van Glasgow Rangers kreeg de voorkeur op zijn ploeggenoot Arthur Numan, die bij de Schotse topclub nochtans de vaste linksachter was.
Nederland leek vooral zelf moeite te hebben met de nieuwe formatie. Doordat rechtsbuiten Bergkamp regelmatig naar het centrum trok en Clarence Seedorf geen gebruik maakte van de daardoor ontstane ruimte op de rechterflank kende Nederland een moeilijke start. Bovendien speelde Tsjechië, dat met Jan Koller over slechts één echte spits beschikte, erg verdedigend. Na iets minder dan een uur probeerde Rijkaard het probleem op de rechterflank op te lossen door Seedorf te vervangen door Ronald de Boer. Uiteindelijk moest Oranje tot de laatste minuut wachten om het verschil te maken. Invaller De Boer liep het strafschopgebied en werd aan het truitje getrokken door de Tsjechische aanvoerder Jiří Němec. De Italiaanse scheidsrechter Pierluigi Collina legde de bal op de stip. Frank de Boer zette de penalty om en bezorgde zijn land zo de belangrijke drie punten. In de toegevoegde tijd gaf Collina nog een rode kaart aan een speler op de Tsjechische bank.
In de tweede groepswedstrijd greep Rijkaard terug naar een 4-4-2-opstelling en koos hij met Marc Overmars en Boudewijn Zenden voor twee echte buitenspelers. Seedorf verloor zijn plaats in de basiself en in de verdediging verving Bert Konterman de geblesseerde Jaap Stam. Na een moeilijke eerste helft wist Nederland dan toch de openingstreffer te scoren. Dennis Bergkamp stuitte op doelman Peter Schmeichel, waarna Patrick Kluivert de bal enkel in het lege doel hoefde te trappen. Tien minuten later was het opnieuw raak. Invaller Ronald de Boer tikte aan de tweede paal een voorzet van Zenden binnen: 2-0. Opnieuw zo'n tien minuten later stak Nederland een snelle tegenaanval in elkaar. Michael Reiziger liep het hele veld over en bediende op het juiste moment de meegelopen Zenden, die het leer hoog in het doel joeg: 3-0. In het slot kreeg Denemarken nog een strafschop, maar die werd gemist door aanvoerder Michael Schjønberg. Wegens een spierblessure werd doelman Edwin van der Sar in de laatste minuut nog vervangen door Sander Westerveld.
Voor het derde duel van de groepsfase werd de Nederlandse verdediging op verschillende plaatsen gewijzigd. Stam keerde terug in de plaats van Konterman en de geschorste Van Bronckhorst werd vervangen door Numan. Op de rechterflank kreeg Paul Bosvelt zijn eerste speelminuten. Zowel Nederland als Frankrijk was al gekwalificeerd voor de kwartfinale, enkel groepswinst stond nog op het spel. De Fransen lieten onder meer Zinédine Zidane, Didier Deschamps, Fabien Barthez, Laurent Blanc en Lilian Thuram rusten. Oranje won het prestigeduel met 2-3 na doelpunten van Kluivert, Frank de Boer en Zenden.
| Land       | Wed | Win | Gel | Ver | DV | DT | +/− | Pnt |
| ---------- | --- | --- | --- | --- | -- | -- | --- | --- |
| Nederland  | 3   | 3   | 0   | 0   | 7  | 2  | +5  | 9   |
| Frankrijk  | 3   | 2   | 0   | 1   | 7  | 4  | +3  | 6   |
| Tsjechië   | 3   | 1   | 0   | 2   | 3  | 3  | 0   | 3   |
| Denemarken | 3   | 0   | 0   | 3   | 2  | 8  | -8  | 0   |

### Kwartfinale
In de kwartfinale speelde Nederland tegen de tweede uit groep C, Joegoslavië. Rijkaard gaf in de verdediging opnieuw de voorkeur aan Bosvelt en Numan als respectievelijk rechts- en linksachter. In doel keerde Edwin van der Sar terug.
De wedstrijd werd met 6-1 gewonnen. In de eerste helft nam Nederland een 2-0-voorsprong door doelpunten van Kluivert. In de tweede helft werd de score uitgebreid door een eigen doelpunt van Govedarica (aanvankelijk werd de treffer aan Kluivert toegewezen), een derde doelpunt van Kluivert en twee doelpunten van Overmars. In blessuretijd scoorde Milošević namens een zwak Joegoslavië de 6-1. Door de hattrick werd Kluivert de topschutter van het EK.

### Halve finale
In de halve finale trof Nederland de winnaar van groep B, Italië, dat in de kwartfinale met 2-0 van Roemenië had gewonnen. Oranje startte het duel met Van Bronckhorst als linksachter. Op het middenveld wisselden Zenden en Overmars van flank.
De wedstrijd tegen Italië ging de geschiedenis in als het penaltytrauma van Oranje. Italië, dat in de eerste helft Gianluca Zambrotta zag uitgesloten worden, beperkte zich tegen Nederland hoofdzakelijk tot verdedigen. Na iets minder dan veertig minuten legde scheidsrechter Markus Merk de bal op de stip na een lichte overtreding op Kluivert. Aanvoerder Frank de Boer kreeg de kans om zijn land via een strafschop op voorsprong te brengen, maar doelman Francesco Toldo stopte het schot. In de tweede helft werd Edgar Davids onderuit gehaald in het strafschopgebied. Nederland kreeg een tweede kans om via een strafschop op voorsprong te komen, maar Kluivert plaatste zijn schot op de paal. Ook in de daaropvolgende verlengingen wist Nederland niet meer te scoren. In de strafschoppenreeks toonde Italië zich het trefzekerst. Toldo hield de pogingen van Frank de Boer en Bosvelt tegen en zag hoe Stam zijn penalty hoog in de tribune joeg. Nederland verloor de strafschoppenreeks met 3-1. Na de wedstrijd nam een ontgoochelde Rijkaard ontslag.

## Selectie en technische staf
De Nederlandse selectie stond in 2000 onder de leiding van Frank Rijkaard. Uit de voorselectie van 25 man werden er uiteindelijk 22 gekozen: Winston Bogarde, André Ooijer en Jimmy Floyd Hasselbaink vielen af.
| Nr. | Naam                     | Geboortedatum | GW |   |   |   |   |   |   | Club                | Positie(s) |
| --- | ------------------------ | ------------- | -- | - | - | - | - | - | - | ------------------- | ---------- |
| 1   | Edwin van der Sar        | 29-10-1970    | 4  | 0 | 1 | 0 | 0 | 0 | 2 | Juventus            | GK         |
| 2   | Michael Reiziger         | 03-05-1973    | 2  | 0 | 1 | 0 | 0 | 0 | 0 | FC Barcelona        | RB         |
| 3   | Jaap Stam                | 17-07-1972    | 4  | 0 | 1 | 0 | 0 | 0 | 1 | Manchester United   | CB         |
| 4   | Frank de Boer            | 15-05-1970    | 5  | 2 | 1 | 0 | 0 | 0 | 0 | FC Barcelona        | CB, LB     |
| 5   | Boudewijn Zenden         | 15-08-1976    | 5  | 2 | 1 | 0 | 0 | 0 | 3 | FC Barcelona        | LW, RW     |
| 6   | Clarence Seedorf         | 01-04-1976    | 2  | 0 | 0 | 0 | 0 | 1 | 1 | Internazionale      | RM, AM, CB |
| 7   | Phillip Cocu             | 29-10-1970    | 5  | 0 | 1 | 0 | 0 | 0 | 1 | FC Barcelona        | LM, CM     |
| 8   | Edgar Davids             | 13-03-1973    | 5  | 0 | 2 | 0 | 0 | 0 | 0 | Juventus            | DM, LM     |
| 9   | Patrick Kluivert         | 01-07-1976    | 5  | 5 | 0 | 0 | 0 | 0 | 2 | FC Barcelona        | CF         |
| 10  | Dennis Bergkamp          | 10-05-1969    | 5  | 0 | 0 | 0 | 0 | 0 | 2 | Arsenal             | AM, CF     |
| 11  | Marc Overmars            | 29-03-1973    | 5  | 2 | 0 | 0 | 0 | 1 | 1 | Arsenal             | LW, RW     |
| 12  | Giovanni van Bronckhorst | 05-02-1975    | 3  | 0 | 3 | 0 | 0 | 0 | 0 | Glasgow Rangers     | LB, LM     |
| 13  | Bert Konterman           | 14-01-1971    | 2  | 0 | 1 | 0 | 0 | 1 | 0 | Feyenoord           | CB         |
| 14  | Peter van Vossen         | 21-04-1968    | 2  | 0 | 0 | 0 | 0 | 2 | 0 | Feyenoord           | LW, CF     |
| 15  | Paul Bosvelt             | 25-03-1970    | 3  | 0 | 1 | 0 | 0 | 0 | 0 | Feyenoord           | DM, CB, RB |
| 16  | Ronald de Boer           | 15-05-1970    | 3  | 1 | 0 | 0 | 0 | 3 | 0 | FC Barcelona        | RM, AM, CF |
| 17  | Pierre van Hooijdonk     | 29-11-1969    | 0  | 0 | 0 | 0 | 0 | 0 | 0 | Vitesse             | CF         |
| 18  | Ed de Goeij              | 20-12-1966    | 0  | 0 | 0 | 0 | 0 | 0 | 0 | Chelsea             | GK         |
| 19  | Arthur Numan             | 14-12-1969    | 2  | 0 | 0 | 0 | 0 | 0 | 0 | Glasgow Rangers     | LM, LB     |
| 20  | Aron Winter              | 01-03-1967    | 3  | 0 | 0 | 0 | 0 | 3 | 0 | Ajax                | CM, RM, RB |
| 21  | Roy Makaay               | 09-03-1975    | 2  | 0 | 0 | 0 | 0 | 2 | 0 | Deportivo La Coruña | CF         |
| 22  | Sander Westerveld        | 23-10-1974    | 3  | 0 | 0 | 0 | 0 | 2 | 0 | Liverpool           | GK         |

| Naam              | Functie        |
| ----------------- | -------------- |
| Technische staf   |                |
| Frank Rijkaard    | Bondscoach     |
| Johan Neeskens    | Assistent      |
| Ruud Krol         | Assistent      |
| Pim Doesburg      | Keeperstrainer |
| Medische staf     |                |
| Huib Plemper      | Teamarts       |
| Leo Echteld       | Fysiotherapeut |
| Raymond Verheijen | Fitness coach  |

## Wedstrijden

### Groepsfase
|                          |                       |         |          |                                                                                            |
| 11 juni 2000 20:45 UTC+1 | Nederland             | 1 – 0   | Tsjechië | Amsterdam ArenA, Amsterdam Toeschouwers: 50.833 Scheidsrechter: Pierluigi Collina (Italië) |
| 11 juni 2000 20:45 UTC+1 | F. de Boer 89' (pen.) | Verslag |          | Amsterdam ArenA, Amsterdam Toeschouwers: 50.833 Scheidsrechter: Pierluigi Collina (Italië) |

| Nederland | Tsjechië |

| Nederland:     |    |                          |     |
|                |    |                          |     |
| GK             | 1  | Edwin van der Sar        |     |
| RB             | 2  | Michael Reiziger         |     |
| CB             | 3  | Jaap Stam                | 75' |
| CB             | 4  | Frank de Boer            | 36' |
| LB             | 12 | Giovanni van Bronckhorst | 89' |
| RM             | 6  | Clarence Seedorf         | 57' |
| CM             | 7  | Phillip Cocu             |     |
| LM             | 8  | Edgar Davids             |     |
| AM             | 10 | Dennis Bergkamp          |     |
| AM             | 5  | Boudewijn Zenden         | 78' |
| CF             | 9  | Patrick Kluivert         |     |
| Wisselspelers: |    |                          |     |
| MF             | 16 | Ronald de Boer           | 57' |
| DF             | 13 | Bert Konterman           | 75' |
| FW             | 11 | Marc Overmars            | 78' |
| Coach:         |    |                          |     |
| Frank Rijkaard |    |                          |     |

| Tsjechië:      |    |                   |         |
|                |    |                   |         |
| GK             | 1  | Pavel Srníček     |         |
| RB             | 3  | Radoslav Látal    | 70' 90' |
| CB             | 2  | Tomáš Řepka       | 66'     |
| CB             | 19 | Karel Rada        |         |
| LB             | 21 | Petr Gabriel      |         |
| RW             | 8  | Karel Poborský    | 48'     |
| CM             | 11 | Tomáš Rosický     |         |
| DM             | 7  | Jiří Němec        |         |
| CM             | 4  | Pavel Nedvěd      | 22' 89' |
| LW             | 17 | Vladimír Šmicer   | 83'     |
| CF             | 10 | Jan Koller        |         |
| Invallers:     |    |                   |         |
| MF             | 13 | Radek Bejbl       | 70'     |
| FW             | 9  | Pavel Kuka        | 83'     |
| FW             | 12 | Vratislav Lokvenc | 89'     |
| Coach:         |    |                   |         |
| Jozef Chovanec |    |                   |         |

|                          |            |         |                                        |                                                                                 |
| 16 juni 2000 20:45 UTC+1 | Denemarken | 0 – 3   | Nederland                              | De Kuip, Rotterdam Toeschouwers: 48.200 Scheidsrechter: Urs Meier (Zwitserland) |
| 16 juni 2000 20:45 UTC+1 |            | Verslag | 57' Kluivert 66' R. de Boer 77' Zenden | De Kuip, Rotterdam Toeschouwers: 48.200 Scheidsrechter: Urs Meier (Zwitserland) |

| Denemarken | Nederland |

| Denemarken:    |    |                    |         |
|                |    |                    |         |
| GK             | 1  | Peter Schmeichel   |         |
| RB             | 12 | Søren Colding      |         |
| CB             | 3  | René Henriksen     |         |
| CB             | 2  | Michael Schjønberg | 82'     |
| LB             | 5  | Jan Heintze        |         |
| RM             | 19 | Morten Bisgaard    |         |
| CM             | 7  | Allan Nielsen      | 50' 61' |
| CM             | 20 | Thomas Gravesen    | 67'     |
| LM             | 8  | Jesper Grønkjær    |         |
| CF             | 9  | Jon Dahl Tomasson  |         |
| CF             | 11 | Ebbe Sand          |         |
| Wisselspelers: |    |                    |         |
| MF             | 15 | Stig Tøfting       | 61'     |
| MF             | 14 | Brian Nielsen      | 67'     |
| DF             | 6  | Thomas Helveg      | 82'     |
| Coach:         |    |                    |         |
| Bo Johansson   |    |                    |         |

| Nederland:     |    |                          |         |
|                |    |                          |         |
| GK             | 1  | Edwin van der Sar        | 80' 89' |
| RB             | 2  | Michael Reiziger         | 10'     |
| CB             | 13 | Bert Konterman           | 56'     |
| CB             | 4  | Frank de Boer            |         |
| LB             | 12 | Giovanni van Bronckhorst | 4'      |
| RW             | 5  | Boudewijn Zenden         |         |
| CM             | 7  | Phillip Cocu             |         |
| CM             | 8  | Edgar Davids             |         |
| LW             | 11 | Marc Overmars            | 62'     |
| CF             | 10 | Dennis Bergkamp          | 76'     |
| CF             | 9  | Patrick Kluivert         |         |
| Wisselspelers: |    |                          |         |
| MF             | 16 | Ronald de Boer           | 62'     |
| MF             | 20 | Aron Winter              | 76'     |
| GK             | 22 | Sander Westerveld        | 89'     |
| Coach:         |    |                          |         |
| Frank Rijkaard |    |                          |         |

|                          |                          |         |                                        |                                                                                       |
| 21 juni 2000 20:45 UTC+1 | Frankrijk                | 2 – 3   | Nederland                              | Amsterdam ArenA, Amsterdam Toeschouwers: 51.000 Scheidsrechter: Anders Frisk (Zweden) |
| 21 juni 2000 20:45 UTC+1 | Dugarry 8' Trezeguet 31' | Verslag | 14' Kluivert 51' F. de Boer 59' Zenden | Amsterdam ArenA, Amsterdam Toeschouwers: 51.000 Scheidsrechter: Anders Frisk (Zweden) |

| Frankrijk | Nederland |

| Frankrijk:     |    |                    |         |
|                |    |                    |         |
| GK             | 1  | Bernard Lama       |         |
| RB             | 19 | Christian Karembeu |         |
| CB             | 18 | Frank Lebœuf       |         |
| CB             | 8  | Marcel Desailly    | 75'     |
| LB             | 2  | Vincent Candela    |         |
| RW             | 21 | Christophe Dugarry | 45' 67' |
| CM             | 4  | Patrick Vieira     | 90' 90' |
| CM             | 11 | Robert Pirès       |         |
| LW             | 14 | Johan Micoud       |         |
| CF             | 20 | David Trezeguet    |         |
| CF             | 13 | Sylvain Wiltord    | 80'     |
| Wisselspelers: |    |                    |         |
| MF             | 6  | Youri Djorkaeff    | 67'     |
| FW             | 9  | Nicolas Anelka     | 80'     |
| MF             | 7  | Didier Deschamps   | 90'     |
| Coach:         |    |                    |         |
| Roger Lemerre  |    |                    |         |

| Nederland:     |    |                   |     |
|                |    |                   |     |
| GK             | 22 | Sander Westerveld |     |
| RB             | 15 | Paul Bosvelt      |     |
| CB             | 3  | Jaap Stam         |     |
| CB             | 4  | Frank de Boer     |     |
| LB             | 19 | Arthur Numan      |     |
| RW             | 5  | Boudewijn Zenden  |     |
| CM             | 7  | Phillip Cocu      | 85' |
| CM             | 8  | Edgar Davids      | 81' |
| LW             | 11 | Marc Overmars     | 90' |
| CF             | 10 | Dennis Bergkamp   | 78' |
| CF             | 9  | Patrick Kluivert  | 60' |
| Wisselspelers: |    |                   |     |
| FW             | 21 | Roy Makaay        | 62' |
| MF             | 20 | Aron Winter       | 76' |
| FW             | 14 | Peter van Vossen  | 90' |
| Coach:         |    |                   |     |
| Frank Rijkaard |    |                   |     |

### Kwartfinale
|                          |                                                                |         |                 |                                                                                     |
| 25 juni 2000 18:00 UTC+1 | Nederland                                                      | 6 – 1   | Joegoslavië     | De Kuip, Rotterdam Toeschouwers: 47.700 Scheidsrechter: José Garcia Aranda (Spanje) |
| 25 juni 2000 18:00 UTC+1 | Kluivert 24', 38', 54' Govedarica 51' (e.d.) Overmars 78', 90' | Verslag | 90+1' Milošević | De Kuip, Rotterdam Toeschouwers: 47.700 Scheidsrechter: José Garcia Aranda (Spanje) |

| Nederland | Joegoslavië |

| Nederland:     |    |                   |     |
|                |    |                   |     |
| GK             | 1  | Edwin van der Sar | 65' |
| RB             | 15 | Paul Bosvelt      | 48' |
| CB             | 3  | Jaap Stam         |     |
| CB             | 4  | Frank de Boer     |     |
| LB             | 19 | Arthur Numan      |     |
| RW             | 5  | Boudewijn Zenden  | 86' |
| CM             | 7  | Phillip Cocu      |     |
| CM             | 8  | Edgar Davids      |     |
| LW             | 11 | Marc Overmars     |     |
| CF             | 10 | Dennis Bergkamp   |     |
| CF             | 9  | Patrick Kluivert  | 60' |
| Wisselspelers: |    |                   |     |
| FW             | 21 | Roy Makaay        | 60' |
| GK             | 22 | Sander Westerveld | 65' |
| MF             | 16 | Ronald de Boer    | 86' |
| Coach:         |    |                   |     |
| Frank Rijkaard |    |                   |     |

| Joegoslavië:   |    |                      |     |
|                |    |                      |     |
| GK             | 22 | Ivica Kralj          |     |
| RB             | 13 | Slobodan Komljenović |     |
| CB             | 14 | Niša Saveljić        | 56' |
| CB             | 11 | Siniša Mihajlović    |     |
| LB             | 5  | Miroslav Djukić      |     |
| RM             | 10 | Dragan Stojković     | 52' |
| CM             | 7  | Vladimir Jugović     |     |
| CM             | 16 | Dejan Govedarica     |     |
| LM             | 17 | Ljubinko Drulović    | 70' |
| CF             | 8  | Predrag Mijatović    |     |
| CF             | 9  | Savo Milošević       |     |
| Wisselspelers: |    |                      |     |
| MF             | 6  | Dejan Stanković      | 52' |
| MF             | 19 | Jovan Stanković      | 56' |
| FW             | 18 | Darko Kovačević      | 70' |
| Coach:         |    |                      |     |
| Vujadin Boškov |    |                      |     |

### Halve finale
|                          |                                 |              |                                  |                                                                                         |
| 29 juni 2000 18:00 UTC+1 | Italië                          | 0 – 0 (n.v.) | Nederland                        | Amsterdam ArenA, Amsterdam Toeschouwers: 51.300 Scheidsrechter: Markus Merk (Duitsland) |
| 29 juni 2000 18:00 UTC+1 | Verslag                         |              |                                  | Amsterdam ArenA, Amsterdam Toeschouwers: 51.300 Scheidsrechter: Markus Merk (Duitsland) |
| 29 juni 2000 18:00 UTC+1 | Strafschoppen                   |              |                                  | Amsterdam ArenA, Amsterdam Toeschouwers: 51.300 Scheidsrechter: Markus Merk (Duitsland) |
| 29 juni 2000 18:00 UTC+1 | Di Biago Pessotto Totti Maldini | 3 – 1        | F. de Boer Stam Kluivert Bosvelt | Amsterdam ArenA, Amsterdam Toeschouwers: 51.300 Scheidsrechter: Markus Merk (Duitsland) |

| Italië | Nederland |

| Italië:        |    |                      |         |
|                |    |                      |         |
| GK             | 12 | Francesco Toldo      | 38'     |
| RWB            | 17 | Gianluca Zambrotta   | 15' 34' |
| CB             | 5  | Fabio Cannavaro      |         |
| CB             | 13 | Alessandro Nesta     |         |
| CB             | 15 | Mark Iuliano         | 16'     |
| LWB            | 3  | Paolo Maldini        | 45'     |
| CM             | 14 | Luigi Di Biagio      | 87'     |
| CM             | 4  | Demetrio Albertini   | 77'     |
| AM             | 18 | Stefano Fiore        | 83'     |
| CF             | 10 | Alessandro Del Piero |         |
| CF             | 9  | Filippo Inzaghi      | 67'     |
| Wisselspelers: |    |                      |         |
| FW             | 21 | Marco Delvecchio     | 67'     |
| MF             | 11 | Gianluca Pessotto    | 77'     |
| FW             | 20 | Francesco Totti      | 83'     |
| Coach:         |    |                      |         |
| Dino Zoff      |    |                      |         |

| Nederland:     |    |                          |         |
|                |    |                          |         |
| GK             | 1  | Edwin van der Sar        |         |
| RB             | 15 | Paul Bosvelt             |         |
| CB             | 3  | Jaap Stam                | 93'     |
| CB             | 4  | Frank de Boer            |         |
| LB             | 12 | Giovanni van Bronckhorst | 75'     |
| RW             | 11 | Marc Overmars            |         |
| CM             | 7  | Phillip Cocu             | 95'     |
| CM             | 8  | Edgar Davids             | 50'     |
| LW             | 5  | Boudewijn Zenden         | 28' 77' |
| CF             | 10 | Dennis Bergkamp          | 86'     |
| CF             | 9  | Patrick Kluivert         |         |
| Wisselspelers: |    |                          |         |
| FW             | 14 | Peter van Vossen         | 77'     |
| MF             | 6  | Clarence Seedorf         | 86'     |
| MF             | 20 | Aron Winter              | 95'     |
| Coach:         |    |                          |         |
| Frank Rijkaard |    |                          |         |

## Individuele prijzen
Patrick Kluivert werd gedeeld topscorer van het Europees Kampioenschap met vijf doelpunten, en ontving hiervoor de Gouden Schoen. Frank de Boer, Edgar Davids en Patrick Kluivert werden opgenomen in Team van het Toernooi, laatstgenoemde twee werden door de UEFA ook in de beste opstelling opgenomen.

### UEFA Gouden Schoen
- Patrick Kluivert

### UEFA Team van het Toernooi
- Frank de Boer
- Edgar Davids
- Patrick Kluivert

## Afbeeldingen

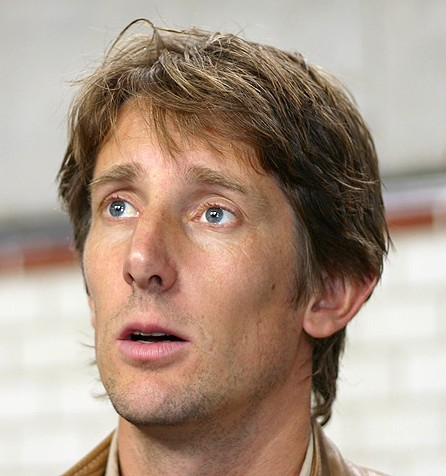
Edwin van der Sar (doelman)
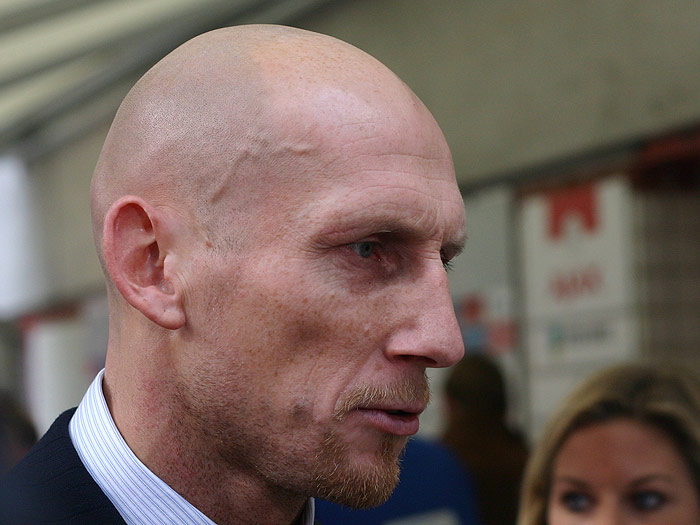
Jaap Stam (verdediger)
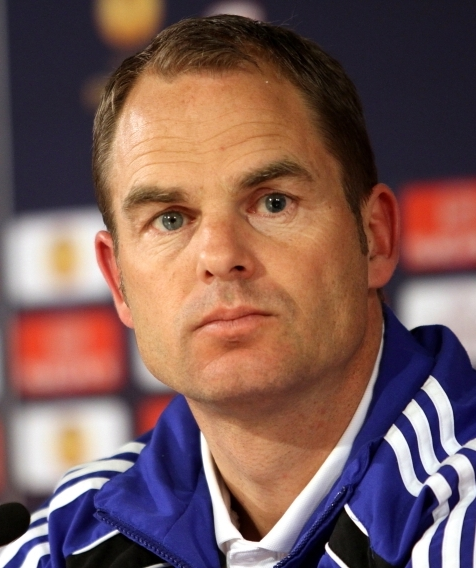
Frank de Boer (verdediger)
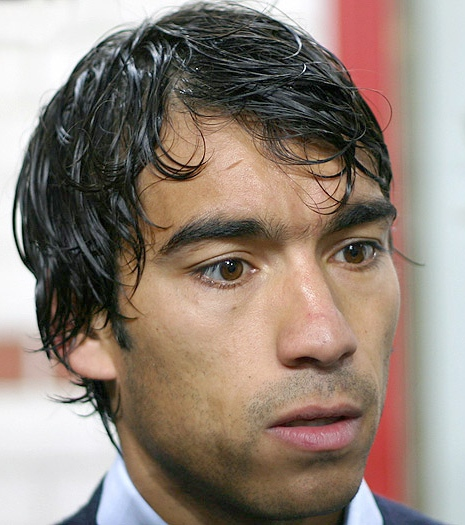
Giovanni van Bronckhorst (verdediger)
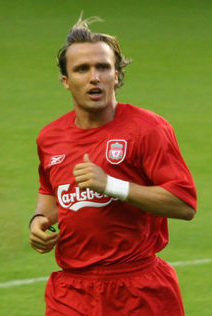
Boudewijn Zenden (middenvelder)
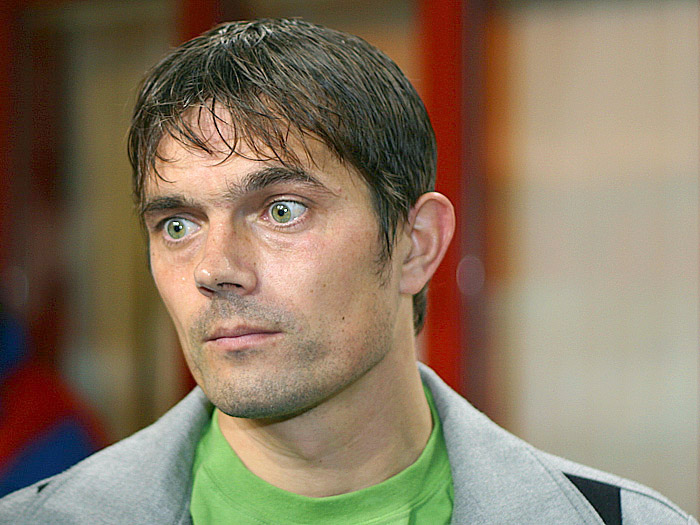
Phillip Cocu (middenvelder)
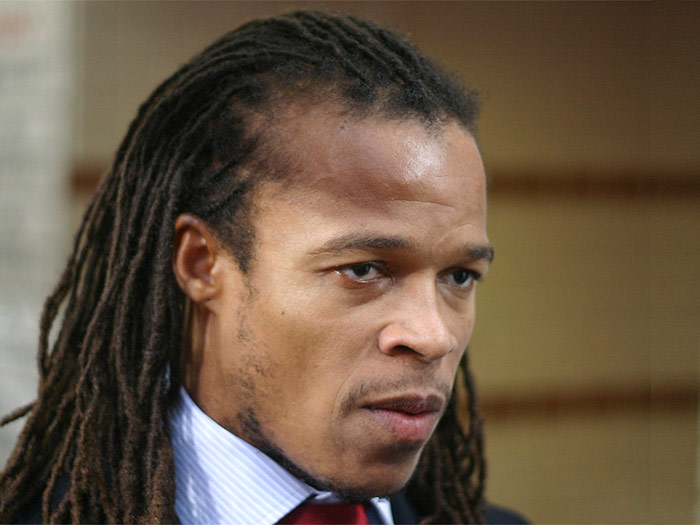
Edgar Davids (middenvelder)
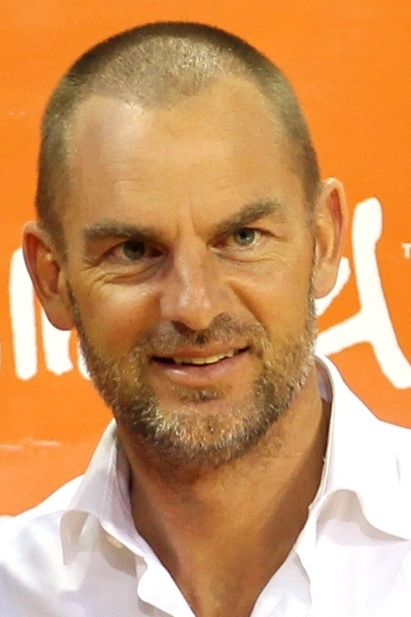
Ronald de Boer (middenvelder)
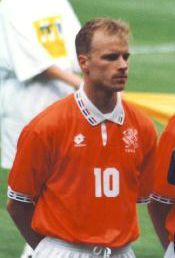
Dennis Bergkamp (aanvaller)
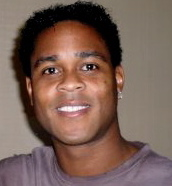
Patrick Kluivert (aanvaller)

Poule A:
 Duitsland ·
 Roemenië ·
 Portugal ·
 Engeland
Poule B:
 België ·
 Zweden ·
 Turkije ·
 Italië
Poule C:
 Spanje ·
 Noorwegen ·
 Joegoslavië ·
 Slovenië
Poule D:
 Frankrijk ·
 Denemarken ·
 Nederland ·
 Tsjechië
 Frankrijk 1960 · 
 Spanje 1964 · 
 Italië 1968 · 
 België 1972 · 
 Joegoslavië 1976 · 
 Italië 1980 · 
 Frankrijk 1984 · 
 West-Duitsland 1988 · 
 Zweden 1992 · 
 Engeland 1996 · 
 Nederland & België 2000 · 
 Portugal 2004 · 
 Zwitserland & Oostenrijk 2008 · 
 Polen & Oekraïne 2012 · 
 Frankrijk 2016 · 
Europa 2020 · 
 Duitsland 2024
KNVB ·
A-internationals ·
Bondscoaches (m) ·
Topscorers ·
Nederlands vrouwenelftal ·
Bondscoaches (v) ·
Nederland B ·
Olympisch elftal ·
Jong Oranje ·
Nederland –20 ·
Nederland –19 ·
Nederland –18 ·
Nederland –17 ·
Nederland –16 ·
Nederland –15 ·
Nederlands amateurelftal ·
Nederlands zaterdagelftal ·
Jong OranjeLeeuwinnen ·
Vrouwen –20 ·
Vrouwen –19 ·
Vrouwen –18 ·
Vrouwen –17 ·
Vrouwen –16 ·
Vrouwen –15 ·
Militair mannenelftal ·
Militair vrouwenelftal ·
Strandteam ·
Vrouwen Strandteam ·
Futsalteam ·
Vrouwen Futsalteam

EK-wedstrijden ·
WK-wedstrijden ·
Resultaten kwalificaties en eindronden ·
Nederland B-wedstrijden ·
Officieuze wedstrijden ·
EK-wedstrijden vrouwen ·
WK-wedstrijden vrouwen ·
Resultaten vrouwen kwalificaties en eindronden
1905 – 1919 ·
1920 – 1929 ·
1930 – 1939 ·
1940 – 1949 ·
1950 – 1959 ·
1960 – 1969 ·
1970 – 1979 ·
1980 – 1989 ·
1990 – 1999 ·
2000 – 2009 ·
2010 – 2019 ·
2020 – 2029
2015 ·
2016 ·
2017 ·
2018 ·
2019 ·
2020 ·
2021 · 
2022
EK's: 1976 · 
1980 · 
1988 · 
1992 · 
1996 · 
2000 · 
2004 · 
2008 · 
2012 · 
2020 · 
2024
WK's: 1934 · 
1938 · 
1974 · 
1978 · 
1990 · 
1994 · 
1998 · 
2006 · 
2010 · 
2014 · 
2022
OS: 1908 ·
1912 ·
1920 ·
1924 ·
1928 ·
1948 ·
1952 ·
2008
Albanië ·
Andorra ·
Argentinië ·
Armenië ·
Australië ·
België ·
Bosnië en Herzegovina ·
Brazilië ·
Bulgarije ·
Canada ·
Chili ·
China ·
Colombia ·
Costa Rica ·
Curaçao ·
Cyprus ·
DDR ·
Denemarken ·
Duitsland ·
Ecuador ·
Egypte ·
Engeland ·
Estland ·
Faeröer ·
Finland ·
Frankrijk ·
GOS · 
Georgië ·
Ghana ·
Gibraltar ·
Griekenland ·
Hongarije ·
Ierland ·
IJsland ·
Indonesië ·
Iran ·
Israël ·
Italië ·
Ivoorkust ·
Japan ·
Joegoslavië ·
Kameroen ·
Kazachstan ·
Kroatië ·
Letland ·
Liechtenstein ·
Luxemburg ·
Malta ·
Marokko ·
Mexico ·
Moldavië ·
Montenegro ·
Nederlandse Antillen ·
Nigeria ·
Noord-Ierland ·
Noord-Macedonië ·
Noorwegen ·
Oekraïne ·
Oostenrijk ·
Paraguay ·
Peru ·
Polen ·
Portugal ·
Qatar ·
Roemenië ·
Rusland ·
Saarland ·
San Marino ·
Saoedi-Arabië ·
Schotland ·
Senegal ·
Servië en Montenegro ·
Slovenië ·
Slowakije ·
Sovjet-Unie ·
Spanje ·
Suriname ·
Thailand ·
Tsjechië ·
Tsjecho-Slowakije ·
Tunesië ·
Turkije ·
Uruguay ·
Verenigd Koninkrijk ·
Verenigde Staten ·
Wales ·
Wit-Rusland ·
Zuid-Afrika ·
Zuid-Korea ·
Zweden ·
Zwitserland
Argentinië (1978) ·
Argentinië (2006) ·
Argentinië (2014) ·
Argentinië (2022) ·
Australië (2014) ·
Brazilië (2014) ·
Chili (2014) · 
Costa Rica (2014) ·
Denemarken (2010) ·
Denemarken (2012) ·
Duitsland (2012) · 
Ecuador (2022) · 
Frankrijk (2008) ·
Italië (2008) ·
Ivoorkust (2006) ·
Japan (2010) ·
Kameroen (2010) ·
Mexico (2014) · 
Noord-Macedonië (2021) · 
Oekraïne (2021) · 
Oostenrijk (2021) · 
Portugal (2006) ·
Portugal (2012) ·
Portugal (2019) ·
Qatar (2022) ·
Roemenië (2008) ·
Rusland (2008) ·
San Marino (2011) ·
Senegal (2022) ·
Servië en Montenegro (2006) ·
Sovjet-Unie (1988) ·
Spanje (2010) ·
Spanje (2014) ·
Tsjechië (2021) · 
Uruguay (2010) ·
Verenigde Staten (2022) · 
West-Duitsland (1974)